# Roger Guillemin
Pour les articles homonymes, voir Guillemin.
Roger Charles Louis Guillemin, né le 11 janvier 1924 à Dijon (Côte-d’Or) et mort le 21 février 2024 à San Diego (Californie), est un endocrinologue français naturalisé américain en 1965.
Il reçoit le prix Nobel de physiologie ou médecine en 1977, en même temps qu'Andrew Schally et Rosalyn Sussman Yalow pour sa contribution à la connaissance des neurohormones.

## Biographie

### Jeunesse et formation
Roger Guillemin est le fils d'un mécanicien dijonnais, Raymond Guillemin (1890-1973) et de Blanche Rigollot (1900-1992).
Après des études secondaires au lycée Carnot de Dijon, il commence ses études de médecine en 1943 à la faculté de médecine de Dijon alors en pleine occupation, et les termine à celle de Lyon dont il sort diplômé en 1949, après une année de remplacements de médecin généraliste à Saint-Seine-l'Abbaye. Il s'oriente ensuite vers l'endocrinologie, influencé par ses professeurs P. Étienne-Martin et J. Charpy, et assiste à Paris à des conférences de Hans Selye sur le stress.
Il rejoint ensuite, à l'Université de Montréal, l'institut de chirurgie et médecine expérimentales de Hans Selye, alors âgé de 43 ans et soutient sous sa direction une thèse de science.

### Carrière scientifique
Il poursuit sa carrière aux États-Unis au Baylor College of Medicine (Houston, Texas) où il enseigne la physiologie pendant 17 ans, de 1953 à 1970.
En 1960, il revient en France comme directeur associé du département d'endocrinologie expérimentale du Collège de France, puis comme directeur de recherche au CNRS à Paris.
En 1968, il repart aux États-Unis, au Baylor College of Medecine, puis en 1970, au Salk Institute (à San Diego en Californie) où il participe à la création du laboratoire de neuroendocrinologie. Il a été président par intérim du Salk Institute à La Jolla.
Il est membre du Conseil de la Société américaine d'endocrinologie de 1969 à 1973 et est élu membre de l'Académie des sciences américaine en 1974.
Par la suite, il est nommé scientifique émérite au Whittier Institute for Diabetes and Endocrinology, à La Jolla, et professeur à l'université de Californie à San Diego.
Retraité du Whittier Institute après 1994, Roger Guillemin reste conférencier international et conseiller scientifique auprès de l'industrie.
Il signe avec d'autres prix Nobel une pétition demandant à une délégation du Comité des droits de l'enfant des ONU de rendre visite à un enfant tibétain assigné à résidence en Chine depuis 1995, à savoir Gendhun Choekyi Nyima, reconnu comme le 11e panchen-lama par le 14e dalaï-lama, Tenzin Gyatso.
Réalisant le lien entre les arts et les sciences, Roger Guillemin poursuit une carrière de peintre depuis 1989. Son épouse Lucienne est morte centenaire en 2021.
Roger Guillemin meurt au début de l'année 2024 à San Diego peu de temps après son centième anniversaire.

### Apport scientifique
En 1975, Roger Guillemin reçoit un prix Albert-Lasker pour la recherche médicale fondamentale. Il devient prix Nobel de physiologie ou médecine en 1977 (avec Andrzej Wiktor Schally et Rosalyn Yalow) pour leurs découvertes des neurohormones {production de peptide hormones par le cerveau}, avec en particulier l'identification de la TRH et de l'hormone de libération des gonadotrophines hypophysaires (GnRH) et de son rôle dans la libération de l'hormone folliculo-stimulante (FSH) et de l'hormone lutéinisante (LH).
Les recherches du professeur Guillemin ont permis de mettre en évidence les relations entre le système nerveux central et les grandes fonctions endocriniennes. Ses travaux ont conduit à un essor considérable de la neuroendocrinologie en ouvrant un champ exploratoire entièrement nouveau.
Ses recherches et son laboratoire sont au centre de l'ouvrage de sociologie des sciences La Vie de laboratoire.

### Honneurs et distinctions
Prix
- 1974 : prix Gairdner
- 1975 : prix Albert-Lasker pour la recherche médicale fondamentale
- 1976 : National Medal of Science
- 1976 : prix de la fondation Passano (en)
- 1977 : prix Dickson en médecine
- 1977 : prix Nobel de physiologie ou médecine

Décoration
- Commandeur de la Légion d'honneur (2014). Officier en 1984[7],[8].

Sociétés savantes
- 1974 : membre de l'Académie nationale des sciences
- 1977 : membre de l'Académie américaine des arts et des sciences

Doctorats honoris causa
Roger Guillemin reçoit plusieurs doctorats honoris causa :
- Université de Chicago 14 novembre 1977[9]
- Université de Bourgogne (4 novembre 1978)[10]
- Université du Manitoba (1984)[11]
- Université de Franche-Comté (20 novembre 1998)[12]
- Université Laval en Sciences (9 mai 1996)[13]
- Université autonome de Madrid
- Université de Sherbrooke[14]